# 肯尼迪總統城 (聖埃斯皮里圖州)

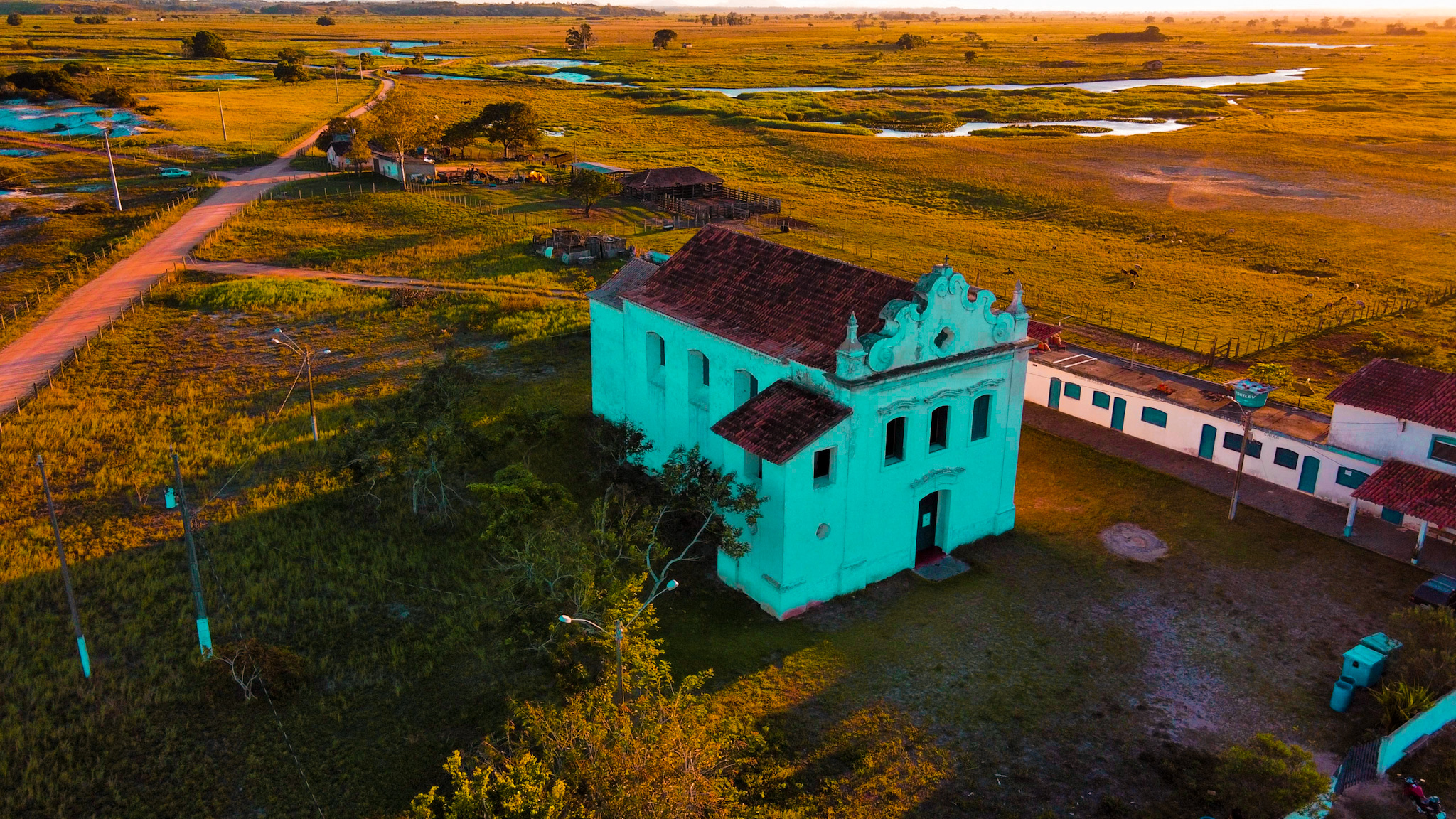
肯尼迪總統城

21°5′56″S 41°2′48″W / 21.09889°S 41.04667°W
肯尼迪總統城（葡萄牙語：Presidente Kennedy），是巴西的城鎮，位於該國東南部，由聖埃斯皮里圖州負責管轄，始建於1953年12月11日，面積586平方公里，海拔高度55米，2008年人口10,786，人口密度每平方公里16.3人。